# 十元燒

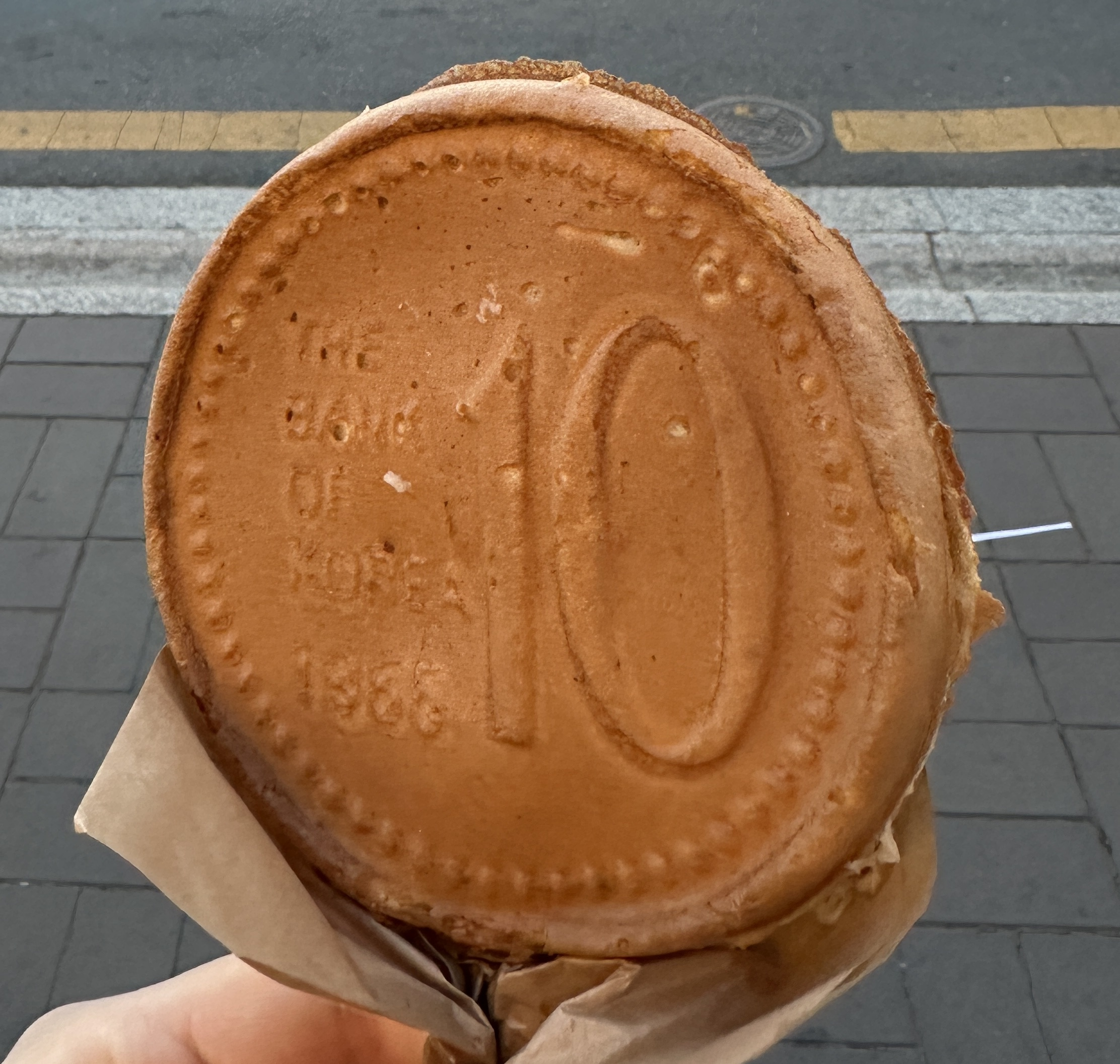
十韓圓麵包

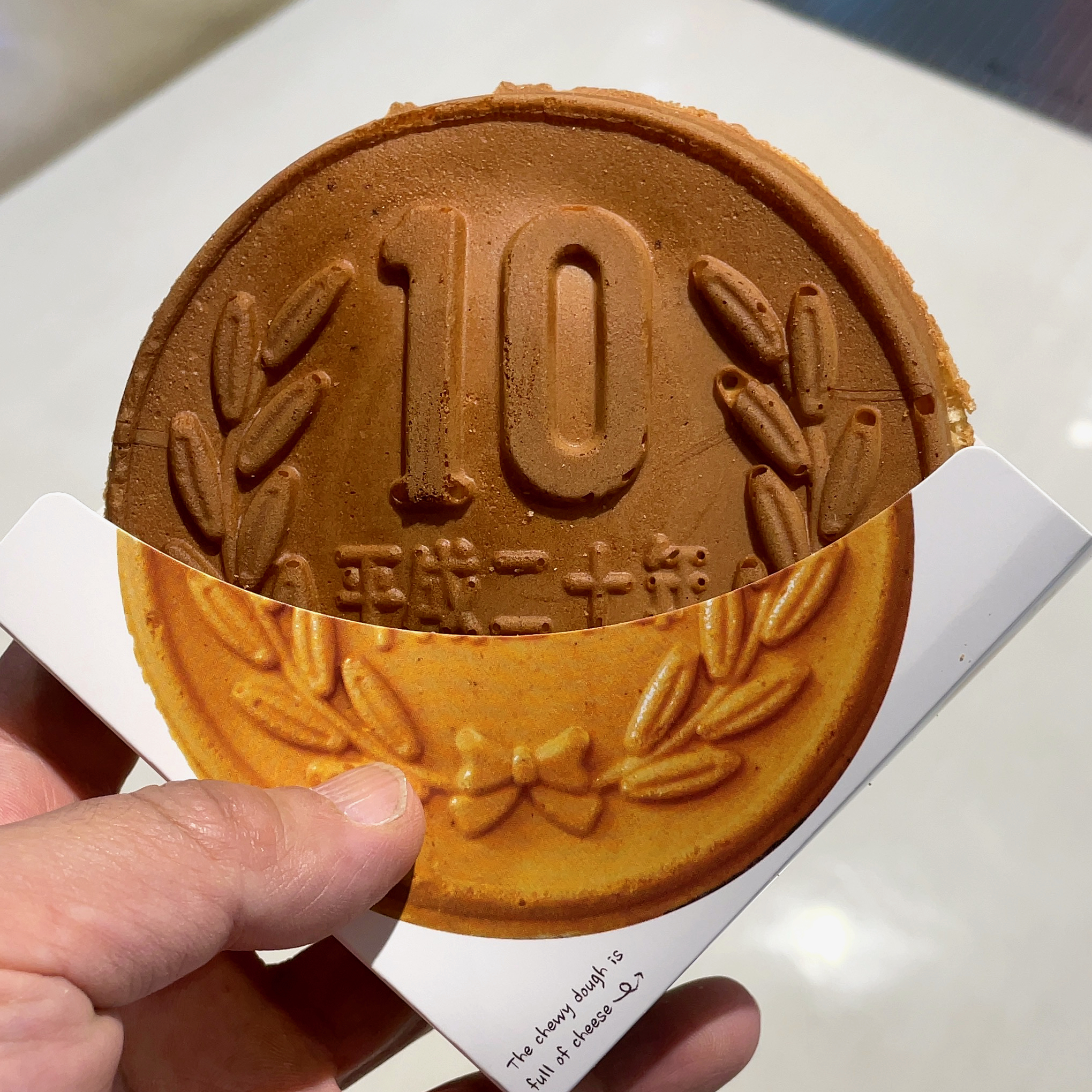
十日圓麵包

十元燒（韓語：십원빵），又稱10元餅、10韓圓鬆餅或10日圓麵包，是一種以麵糊烘烤而成、內餡主要採用具有延展性的莫札瑞拉起司的甜點。這款甜點的外形仿造十日圓或十韓圓硬幣，主要在街頭攤販銷售。該甜點最早於2019年在韓國慶州市的某觀光景點開始銷售，並以麵包或鬆餅的形式呈現。
該產品在韓國各地出現了多種變體，例如全州的50韓圓麵包、統營的100韓圓麵包以及首爾新沙洞的500韓圓麵包等。2022年，此食品引入日本市場，並以「10日圓麵包（日語：10円パン）」的名稱銷售。

## 概要
在韓國慶州銷售的「慶州十韓圓麵包」被認為是該甜點的原型，其造型取自1966年首次生產的10韓元硬幣，而該硬幣的一面刻有The Bank of Korean 1966，另一面則刻有象徵慶州著名觀光景點——佛國寺的多寶塔。
這款仿造10韓圓硬幣的甜點吸引了許多年輕人，因為在現代的日本和韓國，小額硬幣的使用頻率已大幅降低。此外，由於10韓圓與1日圓的價值相近，這款大份量的甜點因以小額硬幣為造型，而受到關注。

## 歷史
據報導，該小吃由位於濟州的一家公司——濟州魷魚麵包（韓語：제주한치빵）——發明。該公司自2016年開始製作一種類似的起司填充麵包，名為「魷魚麵包」（因其形狀酷似魷魚）。後來，該公司決定依據韓國各地的地方特色，推出不同版本，並選擇以慶州的10韓圓硬幣為設計。該公司與慶州的一家經銷商簽訂了特許經營協議，並於2019年12月開始在慶州的黃泥丹街開始銷售此食品。然而，由於賣方未依約使用濟州起司，因而被指涉嫌違約，最終引發民事訴訟並遭受罰款，該協議也於2021年終止。儘管如此，賣方仍以略有不同的品牌名稱註冊了商標並繼續經營。同時慶州市也出現了眾多仿製賣家。隨後，法院裁定禁止賣方使用「10韓圓麵包」這一名稱，賣方為了迴避禁令，改以「慶州10韓圓麵包」販售。
2023年6月21日，韓國銀行要求10韓圓麵包製造商修改產品設計，以符合防止硬幣設計被商業化濫用的法律規定 。根據報導，不少店主對該規定表示反對，理由是韓國政府曾依據《韓國開放政府許可證》(韓語：공공누리），於2018年要求韓國造幣廠與印刷廠將硬幣設計檔案上傳至公開平台，而該許可證亦允許在一定範圍內進行商業使用。 在確認10元燒廠商的使用行為合法後，韓國銀行隨即要求平台將該圖像標示為「不允許用於商業目的的項目」或直接刪除；最終，平台選擇刪除該圖像。韓國銀行則表示，該許可證的適用範圍不包括硬幣設計，相關商業使用屬於誤用。許多商家表示，即使產品設計有所調整，也不會對其生意造成影響。據報導，韓國銀行計劃於2024年8月調整規定，允許在特定情況下商業使用貨幣設計，包括麵包設計。
2021年9月，韓國總統尹錫悅在競選活動中品嚐了這款麵包。2024年，有報導稱香港的一家店將這款麵包以「10分麵包」的名稱販售。

### 日本
在日本，該甜點最早於以韓流文化聞名的新大久保地區銷售，當時仍稱為「10韓圓麵包」。隨後，產品逐漸本土化，推出了迎合日本市場口味的改良版本，並採用了類似10日圓硬幣的銅色設計，因此更名為「10日圓麵包」。此外，其內部融化拉絲的起司也成為社交網路上的熱門亮點。

在日本，這款小吃的售價約在500日圓至600日圓之間，而最早在慶州銷售的10韓圓麵包售價約為300日圓。

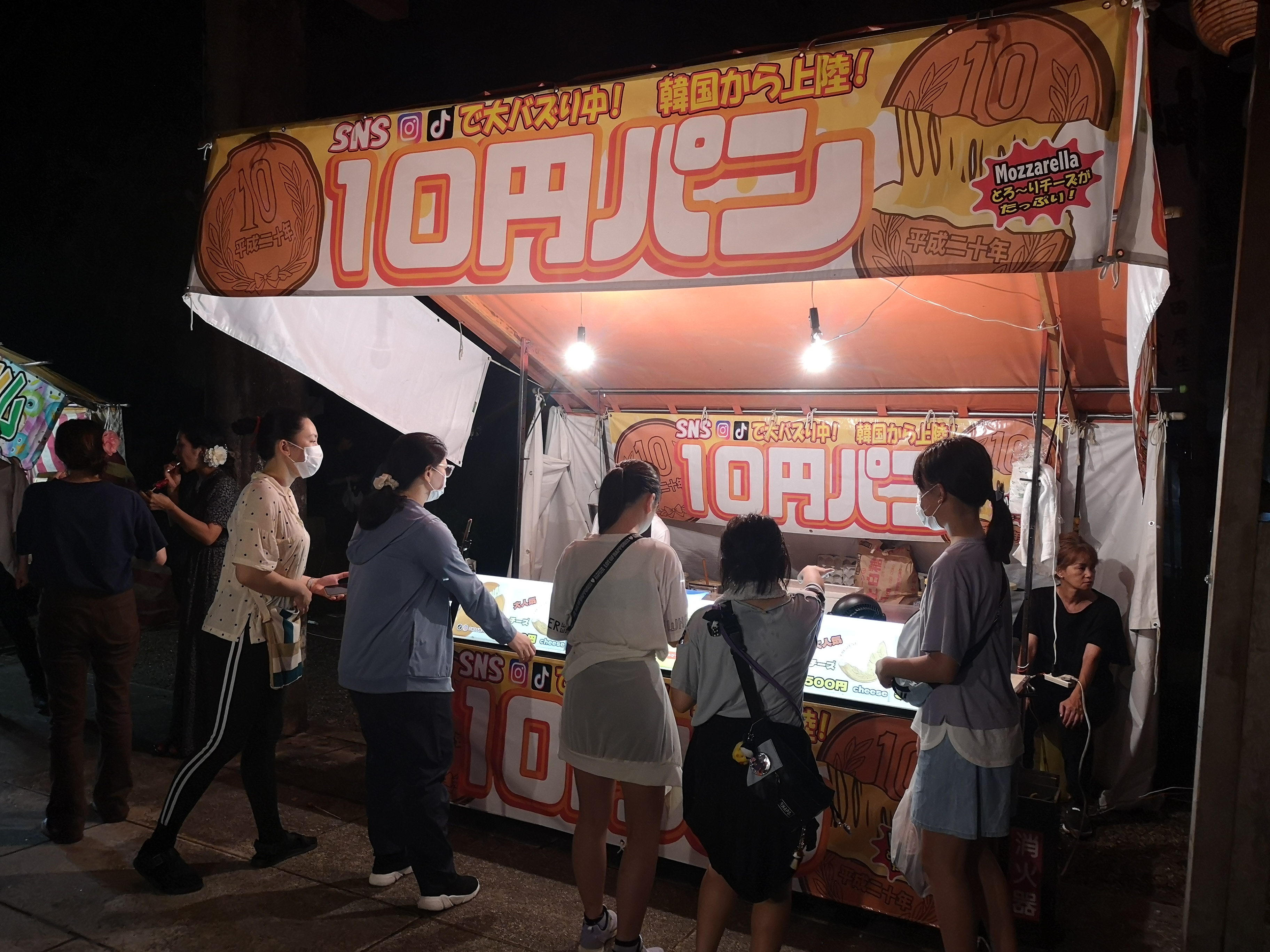
販賣10日圓麵包的攤位
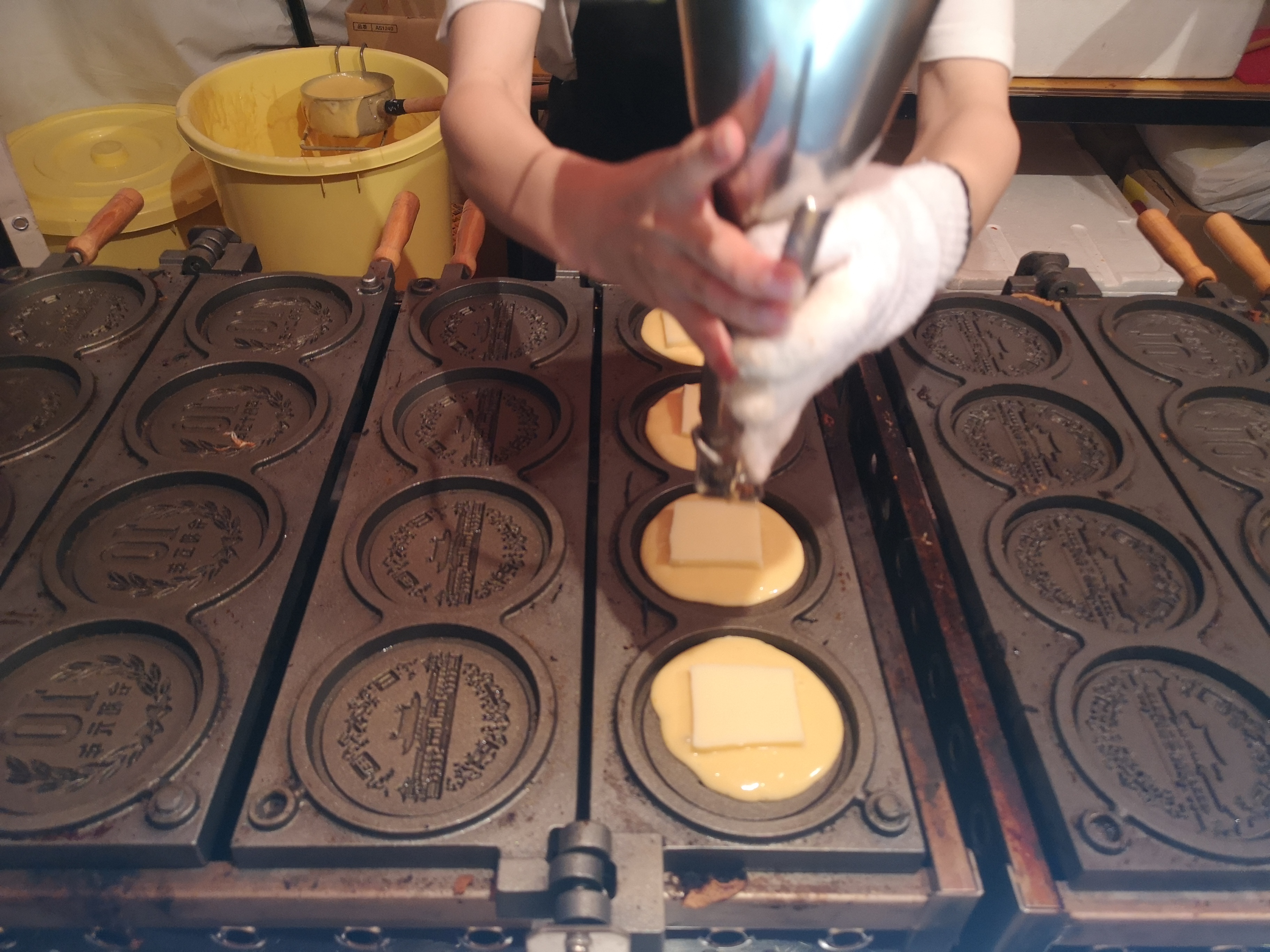
10日圓麵包的製作（加起司）
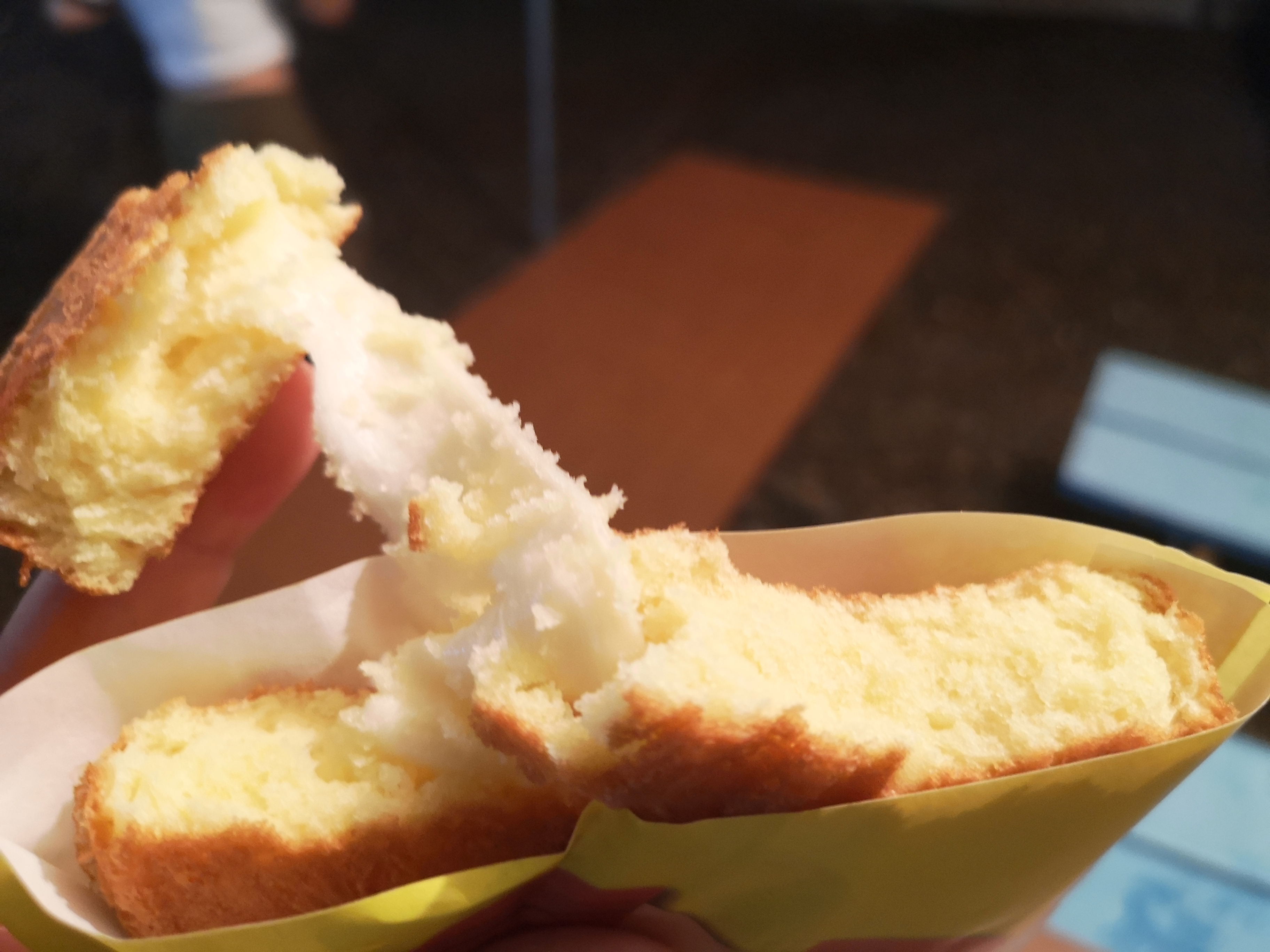
一個加了起司的10日圓麵包
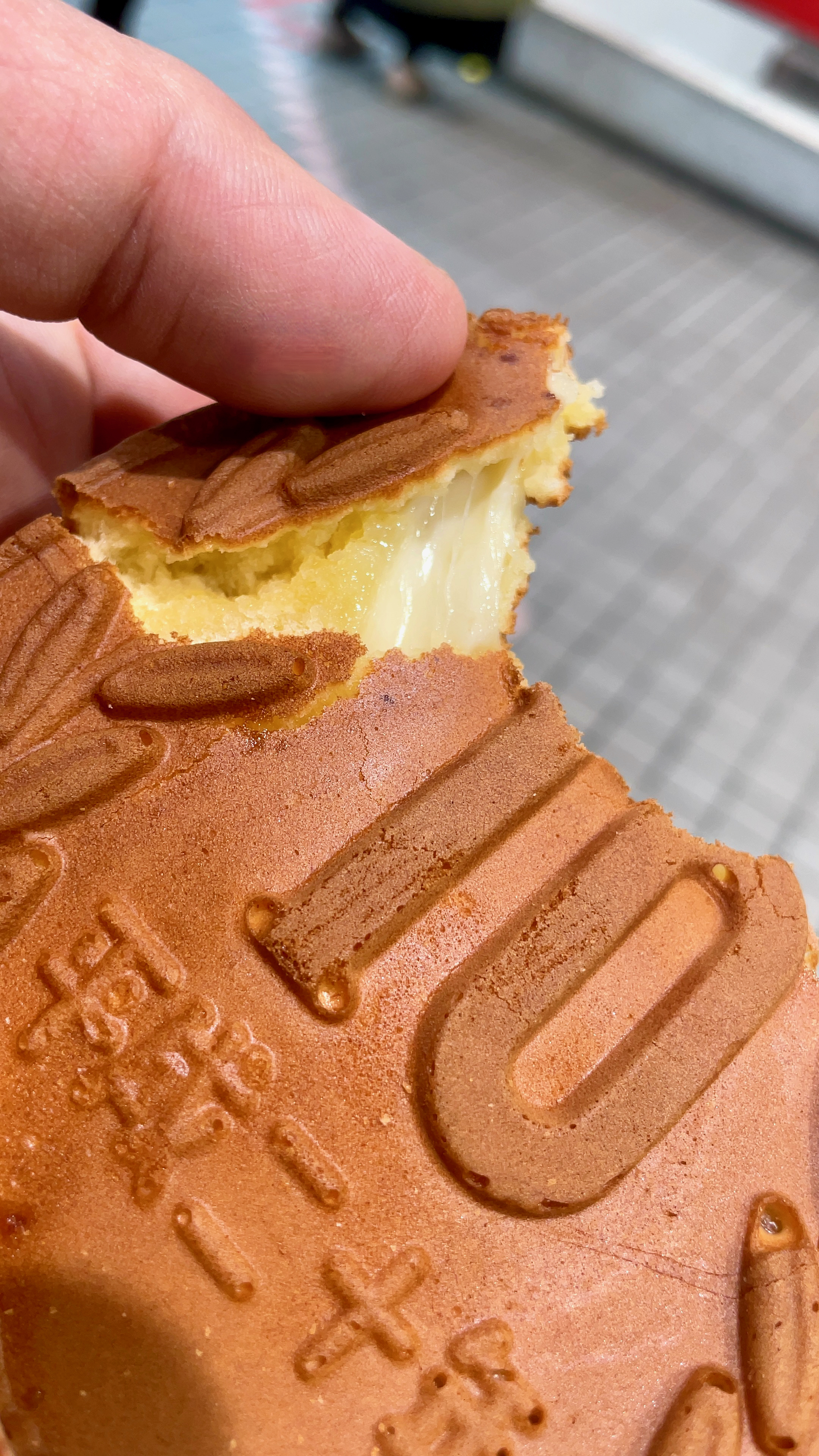
一塊10日圓麵包被撕開，露出內餡的起司。

## 外部連結
- 大王10元燒官網